# Гринь, Сергей Валерьевич
Сергей Валерьевич Гринь (род. 1 февраля 1977) — российский хоккеист, защитник.

## Биография
Воспитанник челябинского «Трактора», тренер Владимир Шабунин. Играл за команды «УралАЗ» Миасс (1994/95), «Трактор» (1995/96 — 1998/99), «Надежда» Челябинск (1995/96), «Юниор-Т» Курган (1995/96 — 1997/98), «Трактор-2» (1999/2000), «СКиЧ» (Снежинск, 2000/01 — 2002/03), «СКиК» (Трёхгорный, 2003/04), «Шахтёр» Прокопьевск (2004/05 — 2007/08).